# Ukrainiens de Russie
Pour un article plus général, voir Diaspora ukrainienne.
Les Ukrainiens de Russie constituent le plus grand groupe de la diaspora ukrainienne. En 2010, 1,9 million d'Ukrainiens vivaient en Russie, ce qui représentait plus de 1,4 % de la population totale de la fédération de Russie et constituait le troisième groupe ethnique en importance, après les Russes et les Tatars. Environ 340 000 personnes nées en Ukraine (principalement des jeunes) s'établissent de manière permanente en Russie chaque année.
À la suite du déclenchement de la guerre du Donbass en 2014, plus de 420 000 demandeurs d'asile et réfugiés ukrainiens s'étaient enregistrés en Russie en novembre 2017.

## Histoire

### Extrême-Orient russe
Un grand nombre d'Ukrainiens vivent aujourd'hui en Extrême-Orient russe. Une grande partie d'entre eux ont été victimes ou sont nés de victimes des déportations soviétiques.

## Démographie
| N | Recensement       | Nombre    | Pourcentage (%) |
| - | ----------------- | --------- | --------------- |
| 1 | 1926              | 6 871 194 | 7,41            |
| 2 | 1939              | 3 359 184 | 3,07            |
| 3 | 1959              | 3 359 083 | 2,86            |
| 4 | 1970              | 3 345 885 | 2,57            |
| 5 | 1979              | 3 657 647 | 2,66            |
| 6 | 1989              | 4 362 872 | 2,97            |
| 7 | 2002              | 2 942 961 | 2,03            |
| 8 | 2010              | 1 927 988 | 1,40            |
| 9 | 2015 (estimation) | 5 864 000 | 4,01            |

### Tendance
Au cours des années 1990, la population ukrainienne en Russie diminue sensiblement. Cela est dû à un certain nombre de facteurs. Le plus important était le déclin général de la population russe. Dans le même temps, de nombreux migrants économiques d'Ukraine s'installent en Russie à la recherche d'emplois mieux rémunérés. On estime qu'il y a jusqu'à 300 000 migrants légalement enregistrés. À la suite de sentiments négatifs à l'égard de la majorité des travailleurs migrants du Caucase et d'Asie centrale, les Ukrainiens sont donc souvent plus fiables aux yeux d'une part de la population russe. L'assimilation est également un facteur important de la baisse du nombre d'Ukrainiens. En raison de leur dispersion et de leur similitude culturelle avec les Russes, les Ukrainiens finissent souvent par épouser des Russes et leurs enfants sont comptés comme russes dans le recensement. Dans le cas contraire, la population ukrainienne est restée essentiellement stable en raison de l'immigration en provenance d'Ukraine.